# Златоглазки
Златогла́зки (устар. «флёрницы», лат. Chrysopidae) — семейство сетчатокрылых насекомых (Neuroptera). Известно около 2000 видов златоглазок, из которых всего около 70 встречаются в Европе. Наиболее известным видом является обыкновенная златоглазка (Chrysoperla carnea).

## Геологическая история
Златоглазки известны со времён динозавров. Древнейшие найдены в юрских отложениях около деревни Даохугоу (уезд Нинчэн, Внутренняя Монголия, КНР), им 165 млн лет. В верхней юре и нижнем мелу их было уже очень много, в иных местах их окаменелые следы составляли около трети следов сетчатокрылых, большинство златоглазок были тогда из рода Mesypochrysa, который входит в исчезнувшее подсемейство Limaiinae. В раннем эоцене Limaiinae исчезают, предположительно из-за отсутствия маскировки перед лицом увеличившейся численности муравьёв, которые защищали тлей от златоглазок и уничтожали последних. На смену Limaiinae приходит подсемейство Nothochrysinae, которые господствовали до начала миоцена, их численность уменьшилась предположительно из-за отсутствия органа, реагирующего на ультразвук, с помощью которого на златоглазок с некоторых пор стали охотиться летучие мыши. Современные златоглазки из подсемейства Nothochrysinae составляют 3 процента всех златоглазок, остальные принадлежат к подсемействам Chrysopinae и Apochrysinae, у представителей которых есть орган, улавливающий ультразвук.

## Морфология
Европейские златоглазки достигают размаха крыльев от 6 до 35 мм, в то время как у тропических видов он может превышать 65 мм. Телосложение соответствует классической схеме сетчатокрылых. Большинство европейских видов окрашены в зелёный или коричневый цвет и различаются по узору на головах. Фасеточные глаза некоторых видов переливаются металлически-бронзовым цветом, что дало название всему семейству. Обе пары крыльев имеют одинаковую форму и, как правило, прозрачные, однако у некоторых видов на них имеется рисунок или пятна. Крылья в большинстве случаев пересекаются зелёными жилками. Личинки отличаются либо очень вытянутым телом, либо, наоборот, очень компактным телосложением с крючкообразными щетинками по бокам, на которые нанизываются различные маскировочные материалы или остатки пищи. Острые большие челюсти личинок имеют форму серпа, что отражает их хищный образ жизни.

## Поведение
Имаго активны в сумерках или в ночное время. Осенью часто залетают в городские квартиры. Большинство видов во взрослом состоянии питаются исключительно пыльцой, нектаром или падью, однако имаго рода Chrysopa, как и личинки почти всех прочих златоглазок, промышляют хищничеством, охотятся на мелких насекомых (особенно тлей, листоблошек и червецов), также на клещей. Из-за большого количества пожираемых вредителей личинки златоглазок являются полезными насекомыми в сельском и лесном хозяйстве и искусственно разводятся. В среднем, личинка златоглазки уничтожает от 100 до 150 тлей в день. При нехватке пищи она нападает также на личинки других полезных насекомых, таких как божьи коровки, или на собственных сородичей. Многие личинки в защитных целях сооружают у себя на спине подушки из растительного мусора и животных остатков.
У имаго подсемейств Chrysopinae и Apochrysinae в основании жилки переднего крыла есть орган, улавливающий ультразвук. Услышав его, они складывают крылья и падают на землю, чтобы спастись от летучих мышей, которые, как известно, локализуют добычу с помощью ультразвука. Между собой златоглазки общаются с помощью вибраций задней части тела (что также характерно для ручейников).

## Размножение и питание
Самки откладывают от 100 до 900 яиц на длинных тонких ножках, как правило, вблизи скоплений тлей на нижней стороне листьев садовых и лесных деревьев. Сразу после появления на свет личинки проходят процесс линьки и начинают ползать по растению в поисках пищи, качая при этом головой, пока серпообразные челюсти не коснутся добычи. Касание является импульсом для захватывания. Жертва поднимается в воздух и ей впрыскивается специальный секрет, который растворяет её изнутри в течение 90 секунд. Благодаря этому златоглазка может высосать добычу, переваренную, по сути, вне её желудка. Чтобы не привлекать внимания муравьёв, которые защищают тлей, поскольку пасут их ради медвяной пади, личинки некоторых златоглазок маскируются при помощи ощипывания восковых нитей с тлей и укладки их себе на спину вместе с растительными остатками и шкурками тлей. Это также защищает живущих на открытом воздухе личинок от испарения воды из их тела, потерю воды они помимо этого восполняют, питаясь тлями. В зависимости от внешних условий, личинки становятся взрослыми по истечении 8—22 дней. Европейские виды зимуют в коконе с двумя стенками.

## Некоторые виды
Подсемейство Chrysopinae:
- Chrysoperla carnea (Stephens, 1836) — Обыкновенная златоглазка
- Semachrysa jade
- Chrysoperla mediterranea (Hölzel, 1972) — Средиземноморская златоглазка
- Italochrysa litalica (Rossi, 1790)
- Nineta guadarramensis (Pictet, 1865)
- Nineta vittata (Wesmael, 1841) — Ленточная златоглазка
- Chrysopa walkeri McLachlan, 1893
- Cunctochrysa albolineata (Killington, 1935)
- Peyerimhoffina gracilis (Schneider, 1851)
- Chrysotropia ciliata (Wesmael, 1841)
- Chrysopa abbreviata — Златоглазка сокращённая
- Chrysopa perla — Златоглазка радостная

Подсемейство Nothochrysinae:
- Nothochrysa fulviceps (Stephens, 1836) — Красноголовая златоглазка
- Hypochrysa elegans (Burgmeister, 1839)

## Ископаемые виды
- Chrysopa glaesaria
- Chrysopa vetula
- Leucochrysa (Nodita) prisca